# Белакович, Неманья
Неманья Белакович (серб. Немања Белаковић; 8 января 1997, Кралево, Союзная Республика Югославия) — сербский футболист, полузащитник клуба «Раднички Ниш».

## Карьера
Белакович начал заниматься футболом в клубе из своего родного города, Кралево — «Слога». В 2013 году Неманья присоединился к юношеской команде белградского «Партизана». В 2014 году он вместе с Алекса Денковичем перешёл в другой столичный клуб, ОФК.
29 ноября 2014 года полузащитник дебютировал в Суперлиге Сербии, выйдя на замену в гостевой встрече «Црвеной Звездой». Неманья принял участие ещё в 2 матчах в сезоне 2014/15, а в следующем стал чаще появляться на поле, провёл 11 матчей, но его клуб покинул высший сербский футбольный дивизион.